# اس‌ئی‌تی ۷
اس‌ئی‌تی ۷ (به انگلیسی: SET_7) یک هواگرد ملخ‌پیشین تک‌موتوره از نوع هواگرد شناسایی ساخت شرکت SET است. هواگرد اس‌ئی‌تی ۷ نخستین پروازش را در ۱۹۳۱ میلادی انجام داد. در مجموع، تعداد ۱۲۳ فروند از این هواگرد ساخته شده‌است.